# ヴェラ・サンドベリ
ヴェラ・ヘルフリード・ヴィクトリア・サンドベリ(Vera Helfrid Victoria Sandberg、1895年5月23日 - 1979年12月24日)は、スウェーデンで初めての女性のエンジニア。1895年5月23日、ユングビューのホンゲル農場に誕生し、1979年ストックホルムにて死去した。

## 略歴
ヴェラ・サンドベリは、ブレーキンゲ地方のアーサルーム教区のロンガシェーネースで育った。幼少期に母親と祖母とともに暮らし、家族でLångasjönäs紙工場を営んでいたために、ヴェラは化学に関心を持つようになった。そこで、よりその知識を深めたいと大学進学を志したが、歴史的に大学は男子学生だけを受け入れてきていた。しかし、チャルマース工科大学はヴェラの成績を評価し、入学を許可した。
そして、1914年にチャルマース工科大学に入学したが、ヴェラは500人の男子学生の中でたった一人の女性であった。この出来事は世間の関心も集め、報道にも取り上げられることとなった。まだ男性による支配が強かった入学後の生活はヴェラにとって苦労を伴うものであり、ヴェラが書いたとされる詩にもその心境を綴っている。
1917年に化学の学位を取得したヴェラは、その後、パーティレにあるSkandinaviska Raffineriet株式会社における、カールスハムの石油工場、ヘルシングボリのゴム工場や、スンドビーヴァリイにあるSieverts Kabelverkで働き始めた。そして後に、エンジニアのレーサレ・アードルフ・ラグナルと結婚した。また、ヴェラは家族のためにストラフォルスに数年間居を構えた。。

## 功績
ヴェラ・サンドベリの名をとった場所などは以下のように存在する:
- チャルマース工科大学の学生組合によるChalmersspexet Vera
- ヨーテボリにある小道Vera Sandbergs Allé
- チャルマース工科大学の熱気球クラブの気球の１つ
- チャルマース工科大学の学生組合による建物のカンファレンスルーム
- "Eco Marathon"という名の大会のチャルマース工科大学によるチームChalmers Vera Team
- ユングビーにある道Vera Sandbergs gata

このように、ヴェラの出身大学であるチャルマース工科大学では、彼女の名前が様々なところで使用されている。ヴェラは、逆境に負けることなく自分の道を追求した企業家精神を備えた女性として、学生にとってのロールモデルとなっている。2017年には、ヴェラが学位を取得してから100年記念を祝し、大学キャンパス内のイノベーションハブとなっているエリアに新たにブロンズ像が設置された。